# خايمي فيلول
خايمي فيلول (بالإسبانية: Jaime Fillol)‏ مواليد 3 يونيو 1946 في سانتياغو، هو لاعب كرة مضرب تشيلي سابق بدأ مسيرته كمحترف سنة 1968 وكان يلعب باليد اليمنى، اعتزل اللعب في 1985. أعلى تصنيف له في الفردي كان المركز الـ 14 في سنة 1974.

## روابط خارجية
- خايمي فيلول على موقع رابطة محترفي التنس (الإنجليزية)
- خايمي فيلول على موقع الاتحاد الدولي لكرة المضرب (الإنجليزية)
- خايمي فيلول على موقع كأس ديفيز (الإنجليزية)
- خايمي فيلول على موقع خلاصة التنس.كوم (الإنجليزية)